# Босьон, Франсуа

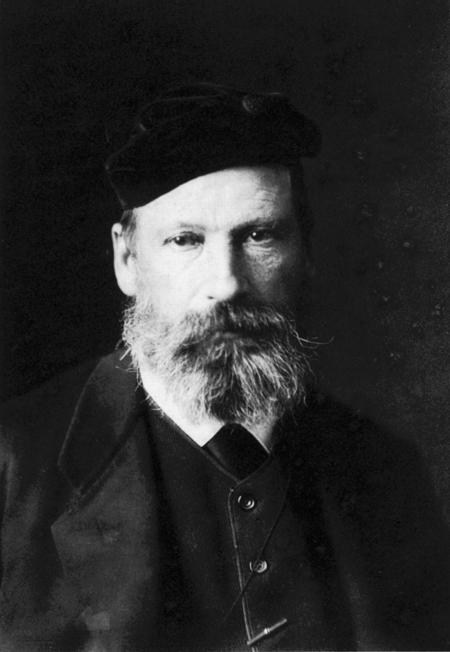

Франсуа-Луи Давид Босьон (фр. François Bocion, род. 30 марта 1828 г. Лозанна,  Швейцария — ум. 13 декабря 1890 г. Лозанна) — швейцарский художник- импрессионист.

## Жизнь и творчество
Ф.Босьон происходил из лозаннской зажиточной семьи. Уже в ранней юности обучается рисованию у художника христиана Готлиба Стейнлена в Средней школе (École de Moyenne) в Веве. Затем обучается у французского художника-пейзажиста Франсуа Бонне в Лозанне. В 1845 году Ф.Босьон приезжает в Париж, где до 1847 года работает в мастерской художников Луи-Эме Гросклода и Шарля Глейра. 
После приступа тифозной лихорадки он вернулся в Лозанну в 1848 году. Первоначально в основном его увлекала историческая тематика, затем под влиянием пейзажей Жана-Батиста-Камиля Коро становится художником-маринистом. В 1849 году он становится преподавателем живописи в École de Moyenne, эту должность он занимал более сорока лет. Среди его учеников следует назвать Теофиля Стейнлена и Эжена Грассе.
Босьон посетил Рим в 1852 году и снова отправился в Париж в 1855 и 1859 годах. Между 1879 и 1883 годами он провел некоторое время в районе Венеции, где он написал некоторые из своих известных картин.
За свою жизнь Босьон экспонировался на многих выставках в Швейцарии и за рубежом, таких как Всемирная выставка 1873 года в Вене и Всемирная выставка 1885 года в Антверпене.
Международную известность Ф.Босьон получил в первую очередь как «художник Женевского озера».

## Галерея

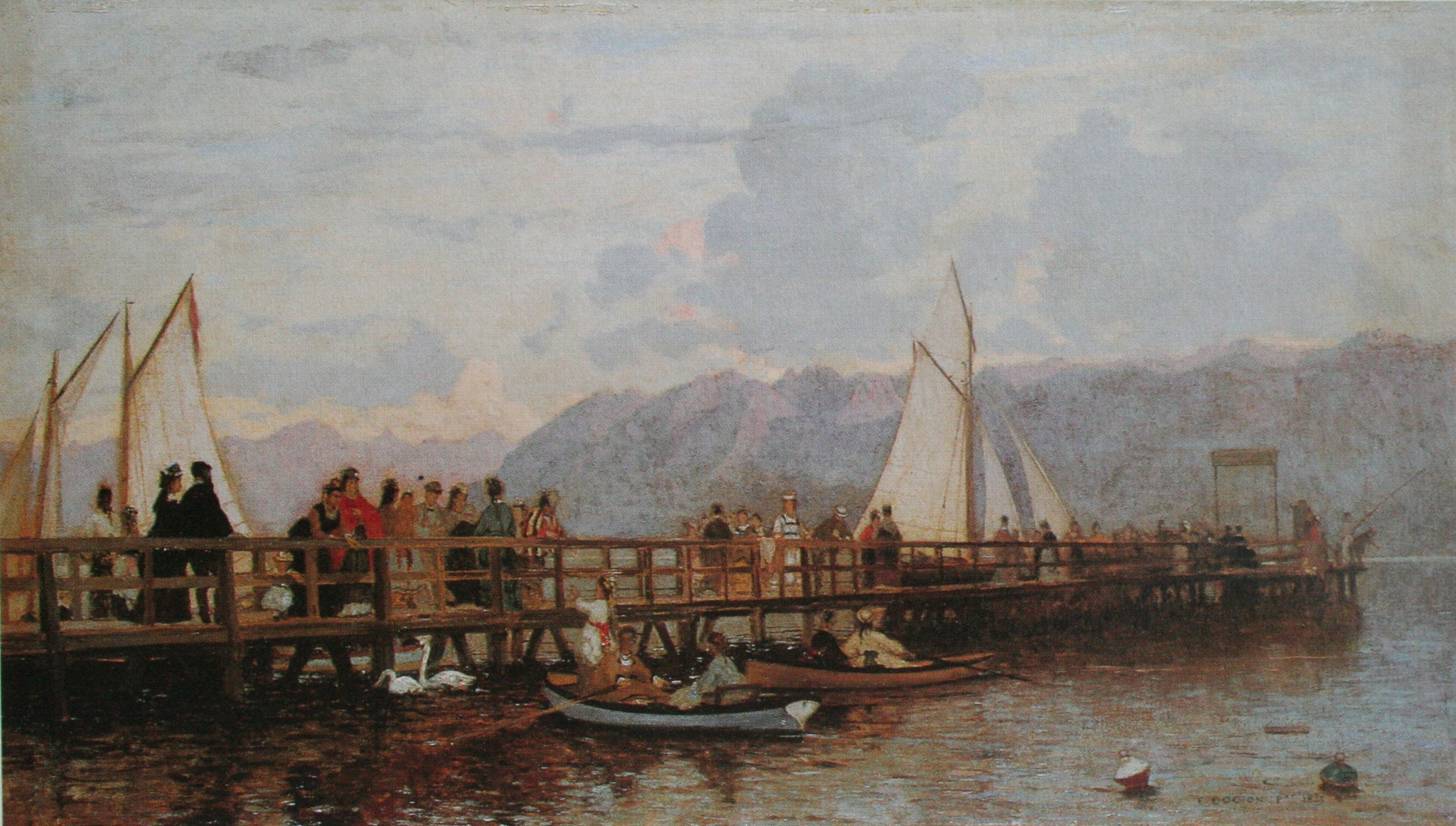
Сельская дорога в Уши, 1875
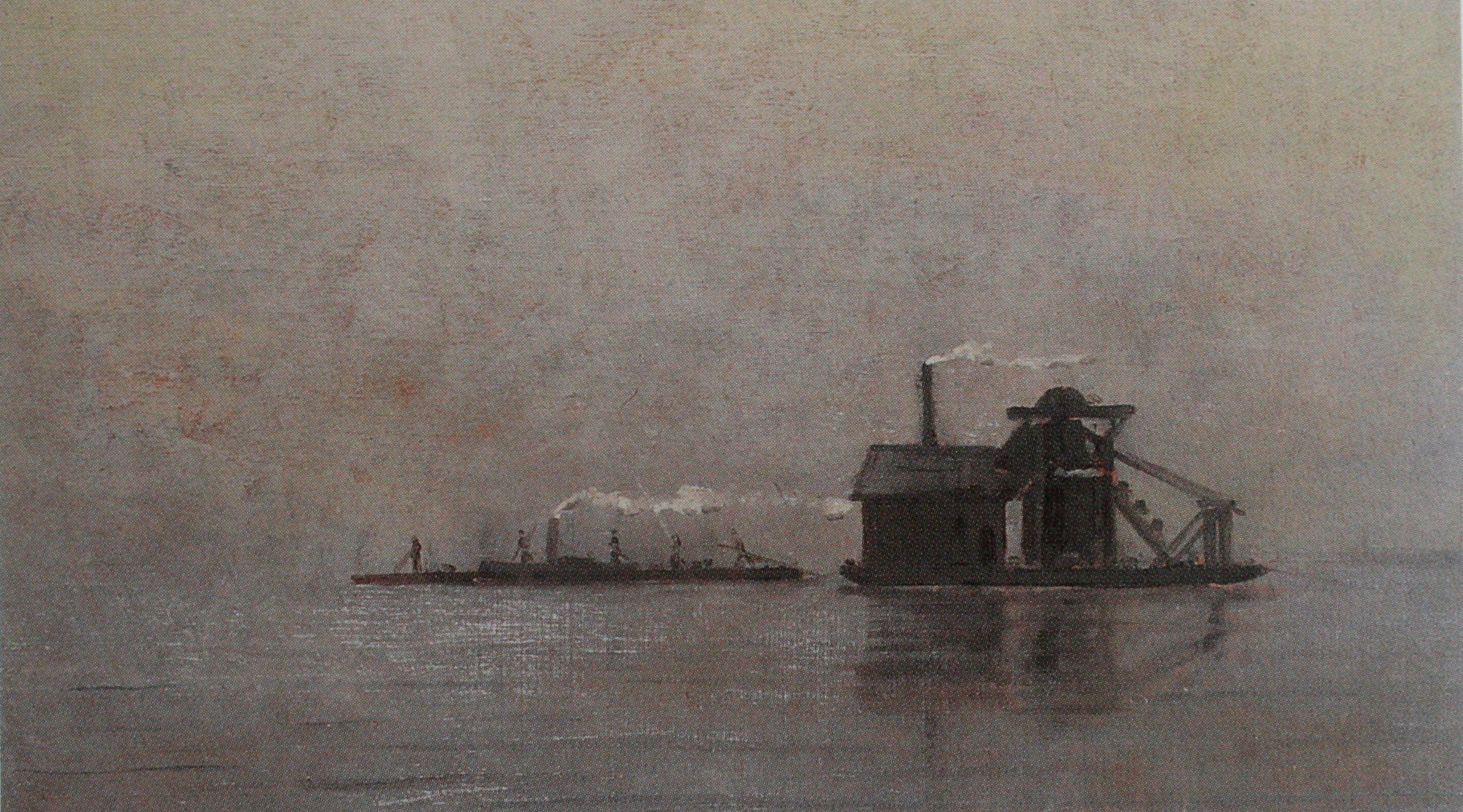
Судно-баггер
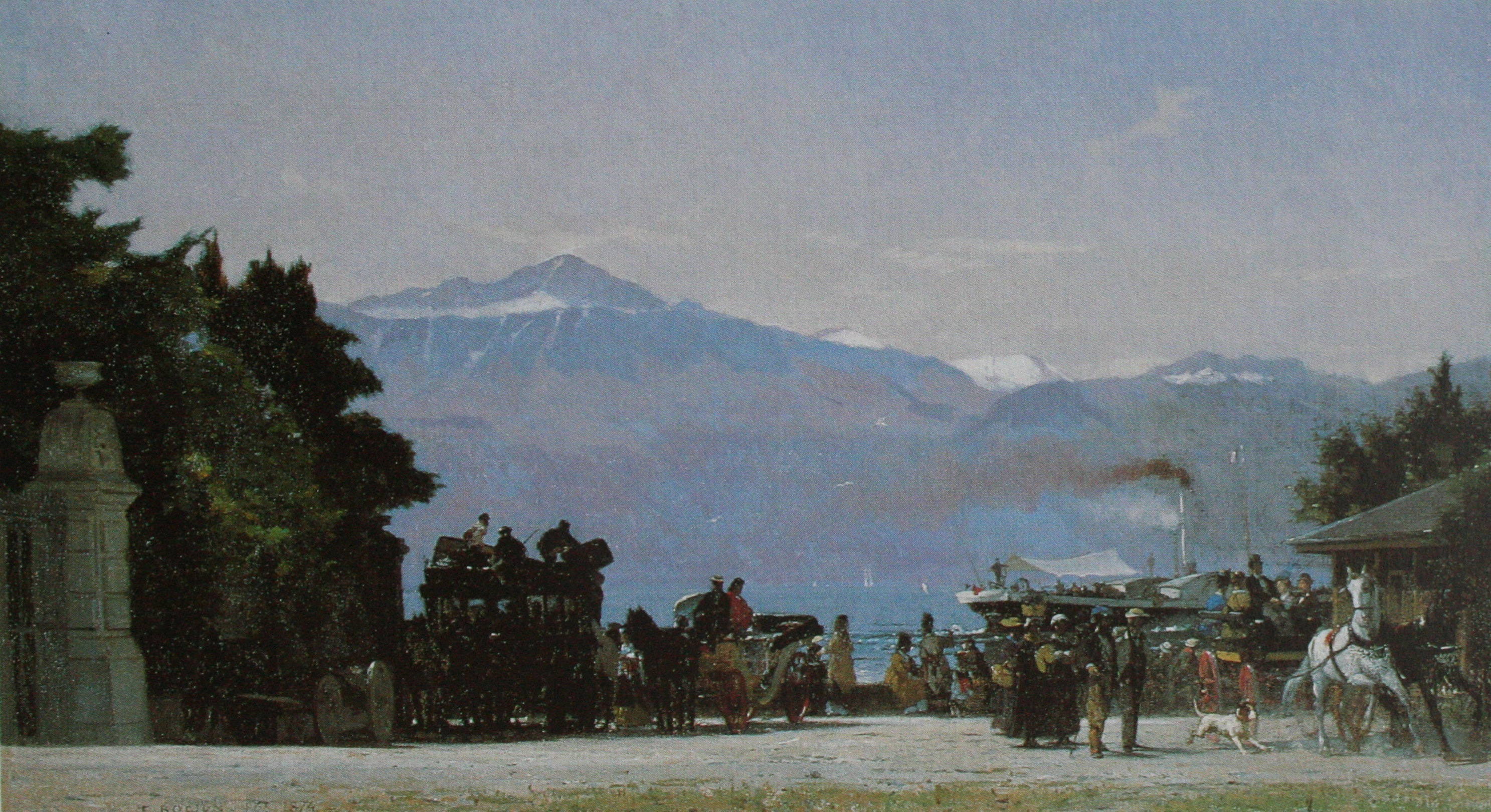
В Уши, 1874
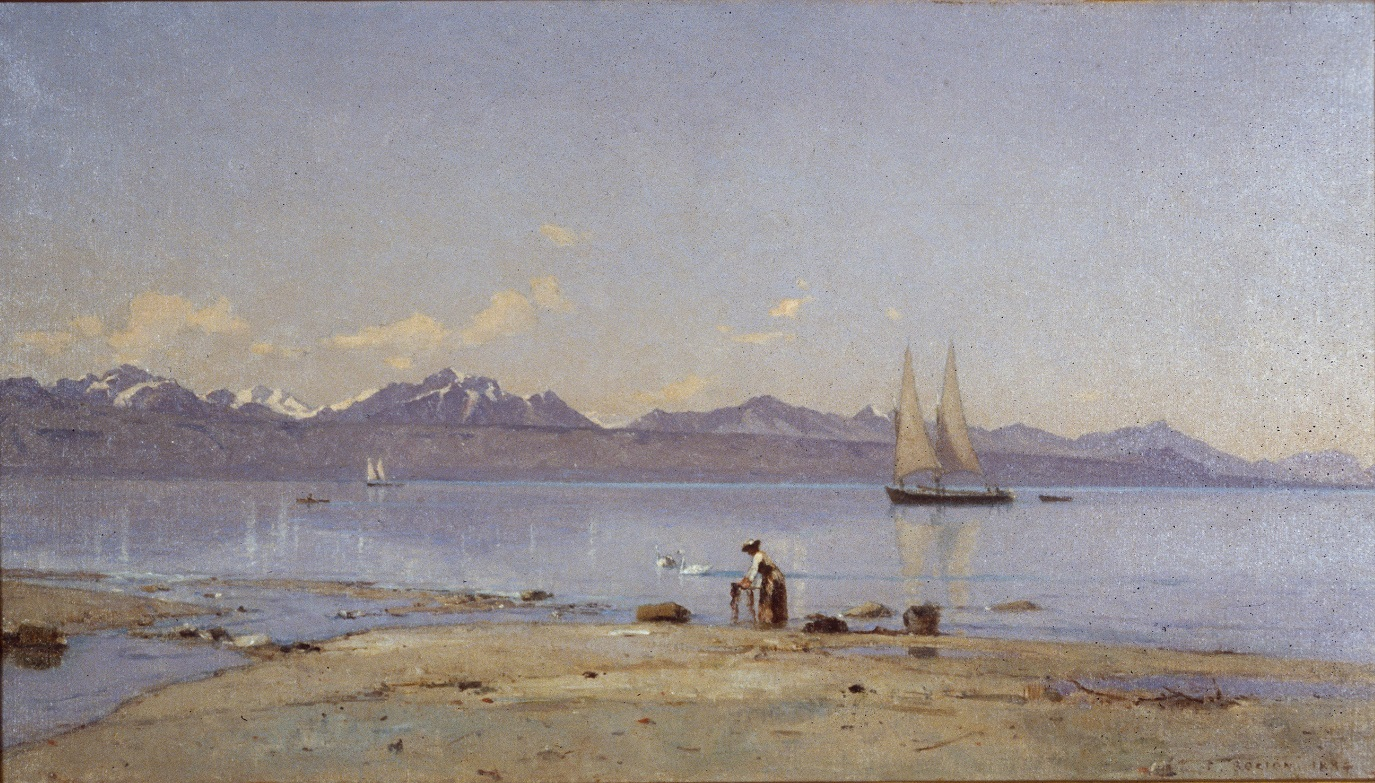
Foce della Vuachère, um 1860
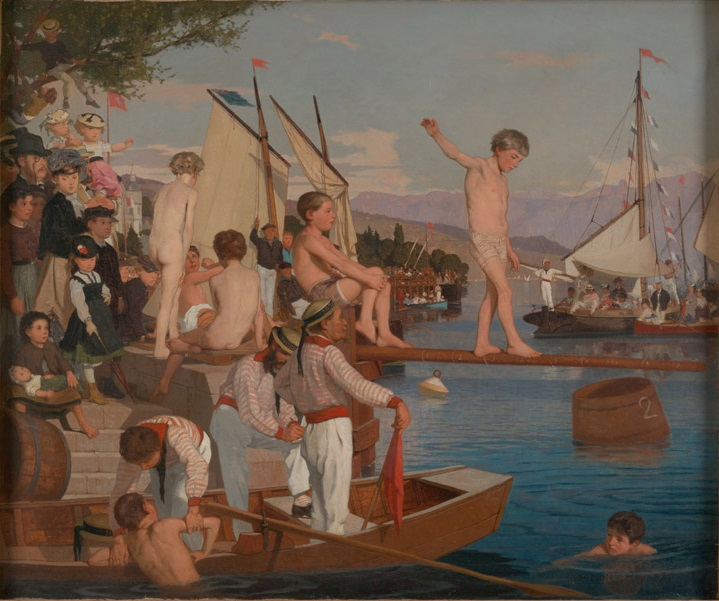
Праздник навигации,  1870
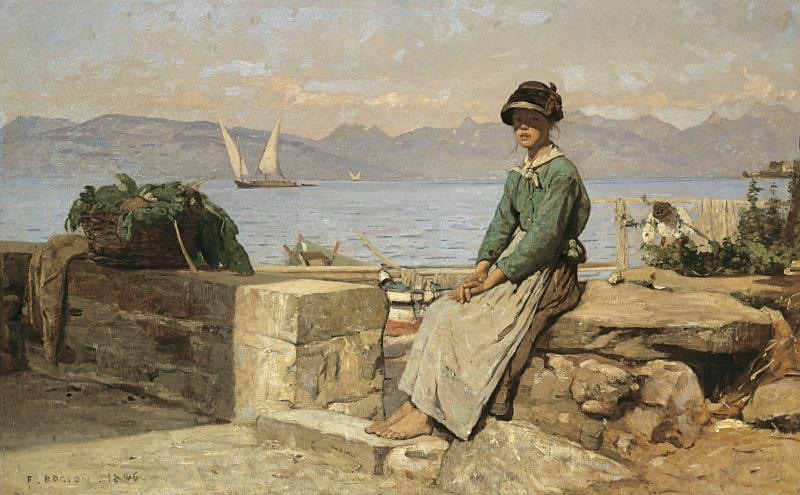
Молодая девушка в Турроне, 1886
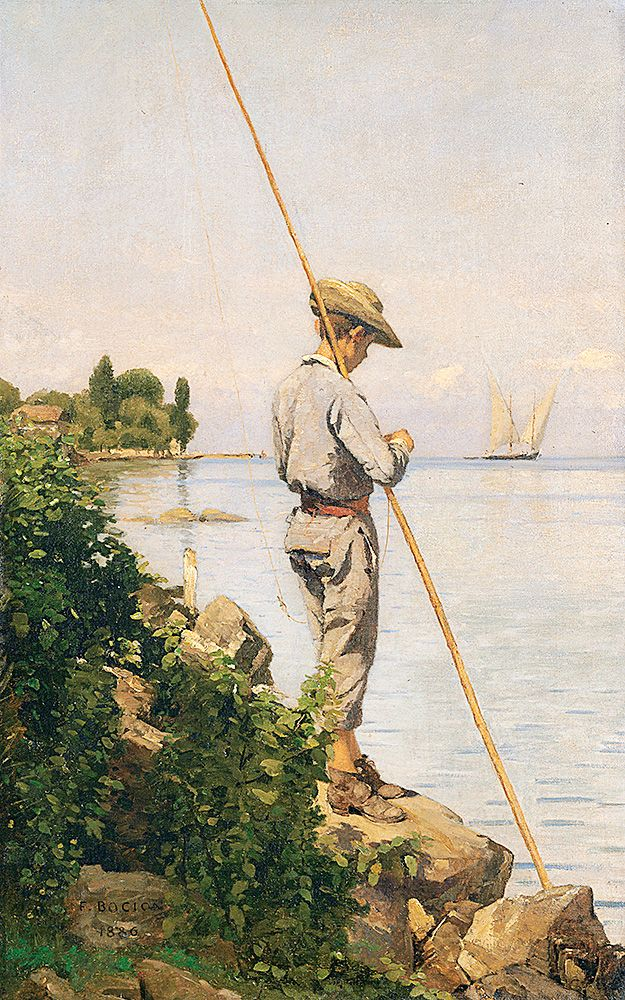
Рыбак на берегу, 1886
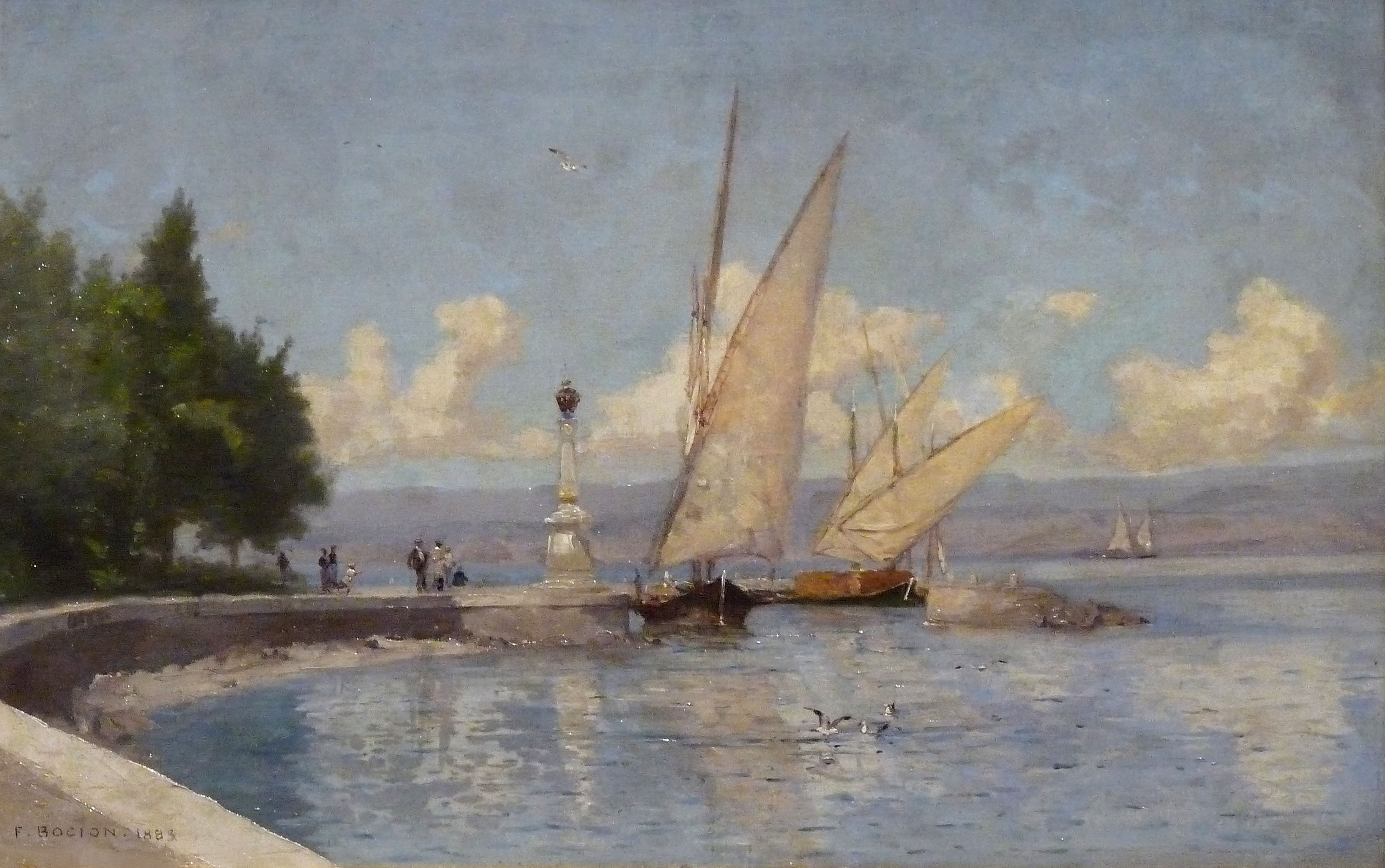
Женевское озеро, 1883
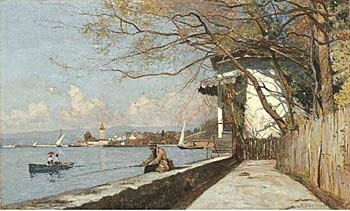
На тихом берегу